# باغ گیاه‌شناسی جنگل تاما
باغ گیاه‌شناسی جنگل تاما (به ژاپنی: 多摩森林科学園, Tama Shinrin Kagakuen) یکی از باغ‌های گیاه‌شناسی واقع در منطقهٔ هاچی‌اوجی در توکیو پایتخت ژاپن است. این باغ در جوار کوه تاکائو قرار دارد. در این محل در حدود ۱۷۰۰ درخت ساکورا در ۲۵۰ نوع مختلف نگهداری می‌شود و یکی از محل‌های معروف توکیو جهت دیدن ساکورا به‌شمار می‌رود. زمان شکفتن شکوفه‌های درخت سومی-یوشینو در این باغ دیرتر از مرکز توکیو است. این باغ همچنین دارای ۶۲۰ گونه درخت محلی و خارجی است.

## تاریخچه
در دو دههٔ بعد از جنگ جهانی دوم به علت مشکلات اقتصادی پس از جنگ حفظ و نگهداری ساکوراهای پرورشی اهمیت خود را از دست داد و گونه‌های مختلف ساکورا که برای بقای خود کاملاً به انسان متکی هستند، در خطر نابودی قرار گرفتند. سرانجام در سال ۱۹۶۴ میلادی جهت جلوگیری از خطر نابودی و همت علاقه‌مندان به حفظ ساکورا انجمن ساکورای ژاپن بنیان‌گذاری شد. تحقیق دربارهٔ ساکورا، جمع‌آوری و حفظ گونه‌های گوناگون ساکورا و گسترش کاشت ساکورا اهداف اصلی این انجمن را تشکیل می‌داد. باغ گیاه‌شناسی جنگل تاما مکانی بود که جهت نگاهداری و حفظ انواع ساکورا توسط انجمن ساکورا ژاپن انتخاب شد.

## انواع درختان ساکورا
جدول زیر بر اساس انواع درختان موجود در این باغ گیاه‌شناسی تنظیم شده‌است.
| مختصات        | انواع                                   | نوع نمونه                                                                                        |
| زمان گل دادن  | زود شکوفا در بهار                       | کاوازو-زاکورا، تسوباکیکان-زاکورا، کان-زاکورا                                                     |
| زمان گل دادن  | دیر شکوفا در بهار                       | کانزان، فوکوروکوجو، نارانویائه-زاکورا                                                            |
| زمان گل دادن  | بهار و پاییز                            | فویو-زاکورا (ساکورای زمستان)، جوگاتسو-زاکورا (ساکورای ماه اکتبر)، شیکی-زاکورا (ساکورای چهار فصل) |
| رنگ           | قرمز مایل به بنفش                       | یوکوهاما-هی-زاکورا، بنی-نادن                                                                     |
| رنگ           | صورتی مایل به قرمز                      | سوزاکو، یوکیهی، اوزو-زاکورا                                                                      |
| رنگ           | صورتی کم‌رنگ                             | کوهیگان، آراشی‌یاما، توکای-زاکورا                                                                 |
| رنگ           | سفید                                    | شیروتائه، شیرایوکی، ایچیهاراتورانوئو                                                             |
| رنگ           | زرد کم‌رنگ                               | اوکون-زاکورا                                                                                     |
| رنگ           | سبز کم‌رنگ                               | گیوایکو                                                                                          |
| بزرگی گل      | ۵ گلبرگ کوچک                            | میدوری-زاکورا                                                                                    |
| بزرگی گل      | پرگلبرگ کوچک                            | یائه-بنی-شیدراه، کوماگای-زاکورا                                                                  |
| بزرگی گل      | ۵ گلبرگ بزرگ                            | کوماتسوناگی، میکروماگائشی، تایهاکو                                                               |
| بزرگی گل      | پرگلبرگ بزرگ                            | آمایادوری، ایچییو                                                                                |
| تعداد گلبرگ‌ها | ۵ گلبرگ                                 | سومی-یوشینو، کنروکوانکوماگای، آمریکا، یوکو                                                       |
| تعداد گلبرگ‌ها | بین ۵ تا ۱۰ برگ نیمه پرگلبرگ            | اوموایگاوا، اومورو-آری‌آکه، واشینوئو                                                              |
| تعداد گلبرگ‌ها | پرگلبرگ یائه-زاکورا بین ۱۰ تا ۱۰۰ گلبرگ | ایتوکوکوری، ایموسه، شوگتسو، کانزان، فوگنزو، تایزانفوکون                                          |
| تعداد گلبرگ‌ها | بیش از ۱۰۰ گلبرگ شکوفهٔ کوکبی            | کیکو-زاکورا، کنروکوان-کیکو-زاکورا، کیناشیچیگو-زاکورا                                             |
| نوع عطری      | پرعطر                                   | سوروگادای-نیوی، کوکشیمیزو، جونیوی                                                                |
| شکل شاخه      | غیر افشان                               | سانو-زاکورا، آمانوگاوا، اومینکو                                                                  |
| شکل شاخه      | شاخه افشان شیداره-زاکورا                | بنی-شیداره، اوجوئو-شیداره، سندای-شیداره                                                          |

## رسیدن به پارک
- شرکت راه‌آهن کیئو، خط تاکائو، ایستگاه تاکائو از در شمالی ایستگاه تا باغ گیاه‌شناسی حدود ۱۰ دقیقه پیاده راه هست.